# シャロノフ (小惑星)
シャロノフ (2416 Sharonov) は小惑星帯に位置する小惑星。ロシアの天文学者ニコライ・チェルヌイフがクリミア天体物理天文台で発見した。
ソ連の天文学者でレニングラード大学天文研究所の所長を務めたフセヴォロド・シャロノフ（Всеволод Васильевич Шаронов、英語転記 Vsevolod Vasil'evich Sharonov：1901年 - 1964年）から命名された。